# Чонка, Аурелия
Аурелия Чонка (рум. Aurelia Cionca, иногда Чонка-Пипош, рум. Cionca Pipoş; 16 мая 1888 — 17 декабря 1962) — румынская пианистка и музыкальный педагог.

## Биография
Окончила Лейпцигскую консерваторию, ученица Альфреда Райзенауэра. Постоянная участница салонных концертов королевы Румынии Елизаветы и жены её племянника Вильгельма княгини Албанской Софии. 17 декабря 1931 года впервые исполнила обнаруженную Румынскую рапсодию Ференца Листа (S. 242 No. 20). На протяжении многих лет преподавала в Бухарестской консерватории — среди её учеников, в частности, Дину Липатти, Ойген Цицеро.